# José da Natividade Gaspar
Pour les articles homonymes, voir Gaspar.
José da Natividade Gaspar, né le 8 septembre 1904 à Lisbonne, est un traducteur et auteur portugais de roman policier. Il a aussi utilisé le pseudonyme J. Fergusson Knight.

## Biographie
Ses solides études en musique lui permettent d’être un temps organiste et compositeur. À partir de 1928, il se tourne toutefois vers le journalisme et assure une chronique sur le cinéma avant de diriger pendant plusieurs années l’hebdomadaire cinématographique du journal O Seculo. Il travaille par la suite pour un éditeur portugais comme conseiller littéraire d’une collection de romans populaires, puis comme traducteur.
Traducteur de l’anglais et du français, il a donné le texte portugais de nombreux romans policiers, dont  quelques titres d’Ellery Queen et d’Enid Blyton, mais aussi de grands chefs-d'œuvre littéraires, notamment Notre-Dame de Paris de Victor Hugo.
En 1938, il publie Torre de Lenda, un premier roman policier, bientôt suivi de plusieurs titres, dont deux traduits en français dans la collection Le Masque, Les Corps sans âmes (1948) et Congrès gastronomique (1957), où enquête Sam Brown, un détective anglais quinquagénaire et corpulent.
José da Natividade Gaspar a également écrit quelques romans littéraires.

## Œuvre

### Romans policiers
- Torre de Lenda (1938)
- O mistério da opera (1945)
- O mistério dos mendigos roubados (1946)
- O grande mistério do Pacifico (1946)
- O mistério dos treze condiscipulos (1947)
- O mistério dos corpos sem luz (1948) Publié en français sous le titre Les Corps sans âmes, Paris, Librairie des Champs-Élysées, Le Masque no 457, 1953 ; réédition en 1988
- O mistério dos dois juramentos (1952)
- O mistério das paredes que falam (1950)
- O mistério da taça de ouro (1957) Publié en français sous le titre Congrès gastronomique, Paris, Librairie des Champs-Élysées, Le Masque no 597, 1957 ; réédition en 1989

#### Autres romans
- Aventuras de Danièlle (1945)
- Onde o amor nasceu (1947)

#### Autre roman signé J. Fergusson Knight
- A taça de ouro (1961)

## Sources
- Jacques Baudou et Jean-Jacques Schleret, Le Vrai Visage du Masque, vol. 1, Paris, Futuropolis, 1984, 476 p. (OCLC 311506692), p. 216-217
- Claude Mesplède (dir.), Dictionnaire des littératures policières, vol. 1 : A - I, Nantes, Joseph K, coll. « Temps noir », 2007, 1054 p. (ISBN 978-2-910-68644-4, OCLC 315873251), p. 823.